# Gabriel Juárez
Pour les articles homonymes, voir Juárez.
Juárez  Verón est un nom espagnol. Le premier nom de famille, en général paternel, est Juárez ; le second, en général maternel, souvent omis, est Verón.
Gabriel Nicolás Juárez Verón, né le 7 décembre 1990 à La Rioja, est un coureur cycliste argentin.

## Palmarès et résultats

### Palmarès par année
- 2010
  - Subida a El Jumeal
- 2011
  -  Champion d'Argentine sur route espoirs
- 2013
  -  Champion d'Argentine sur route
  - 3e étape du Tour de Bolivie (contre-la-montre par équipes)
- 2014
  - Gran Premio Navidad
  - 2e de la Clásica 1° de Mayo
  - 3e du championnat d'Argentine sur route
- 2015
  - 3e de la Doble Difunta Correa
- 2016
  - 2e étape de la Doble Media Agua (contre-la-montre)

### Classements mondiaux
| Année            | 2014 |
| ---------------- | ---- |
| UCI America Tour | 173e |